# County Court (England und Wales)

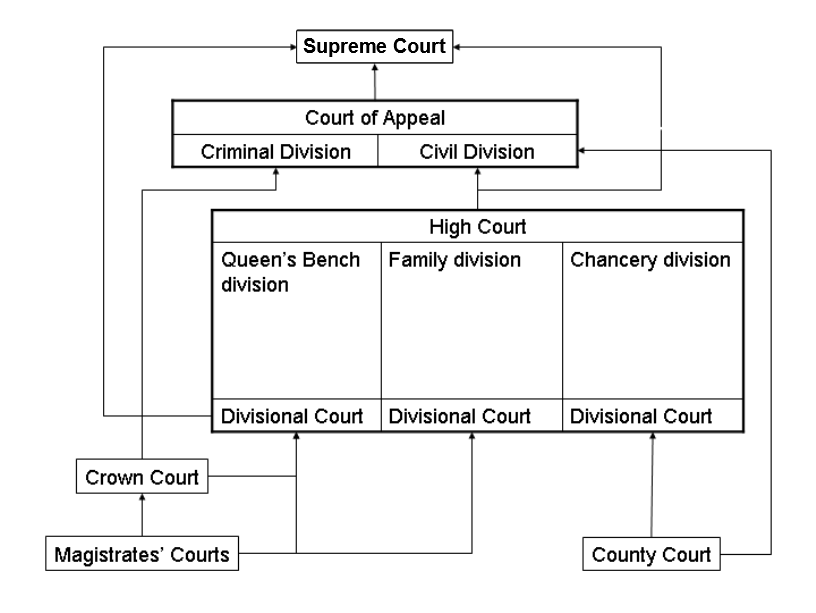
Gerichtsorganisation in England und Wales

Der County Court ist ein rangniederes Gericht in England und Wales. Der County Court ist ein vergleichsweise junges Gericht und wurde 1846 durch das County Courts Act 1846 eingeführt; in ganz England und Wales existieren 216 County Courts. Etwa 85 Prozent der zivilrechtlichen Rechtsprechung wird hier vorgenommen.

## Besetzung
Die County Courts sind mit Einzelrichtern besetzt, meist Circuit Judges bis zu einem Streitwert von 5.000 £ auch District Judges. Daneben werden Recorder eingesetzt, d. h. Barrister oder Solicitor, die von der Königin auf Empfehlung des Lordkanzlers zeitweise als Richter arbeiten. 

## Aufgaben
Der County ist ausschließlich zivilrechtlich tätig. Er entscheidet über Fälle mit einem maximalen Streitwert von 50,000 £. 